# Seaview (Washington)
Seaview es un área no incorporada ubicada en el condado de Pacific en el estado estadounidense de Washington.

## Geografía
Seaview se encuentra ubicado en las coordenadas 46°20′4″N 124°3′17″O / 46.33444, -124.05472.